# Забеліно (Нижньогородська область)
Забеліно (рос. Забелино) — присілок в Арзамаському районі Нижньогородської області Російської Федерації.
Населення становить 136 осіб. Входить до складу муніципального утворення Абрамовська сільрада.

## Історія
Від 2009 року входить до складу муніципального утворення Абрамовська сільрада.

## Населення
| 1999 | 2002 | 2010 |
| ---- | ---- | ---- |
| 187  | ↘169 | ↘136 |